# August Gustav Heinrich von Bongard

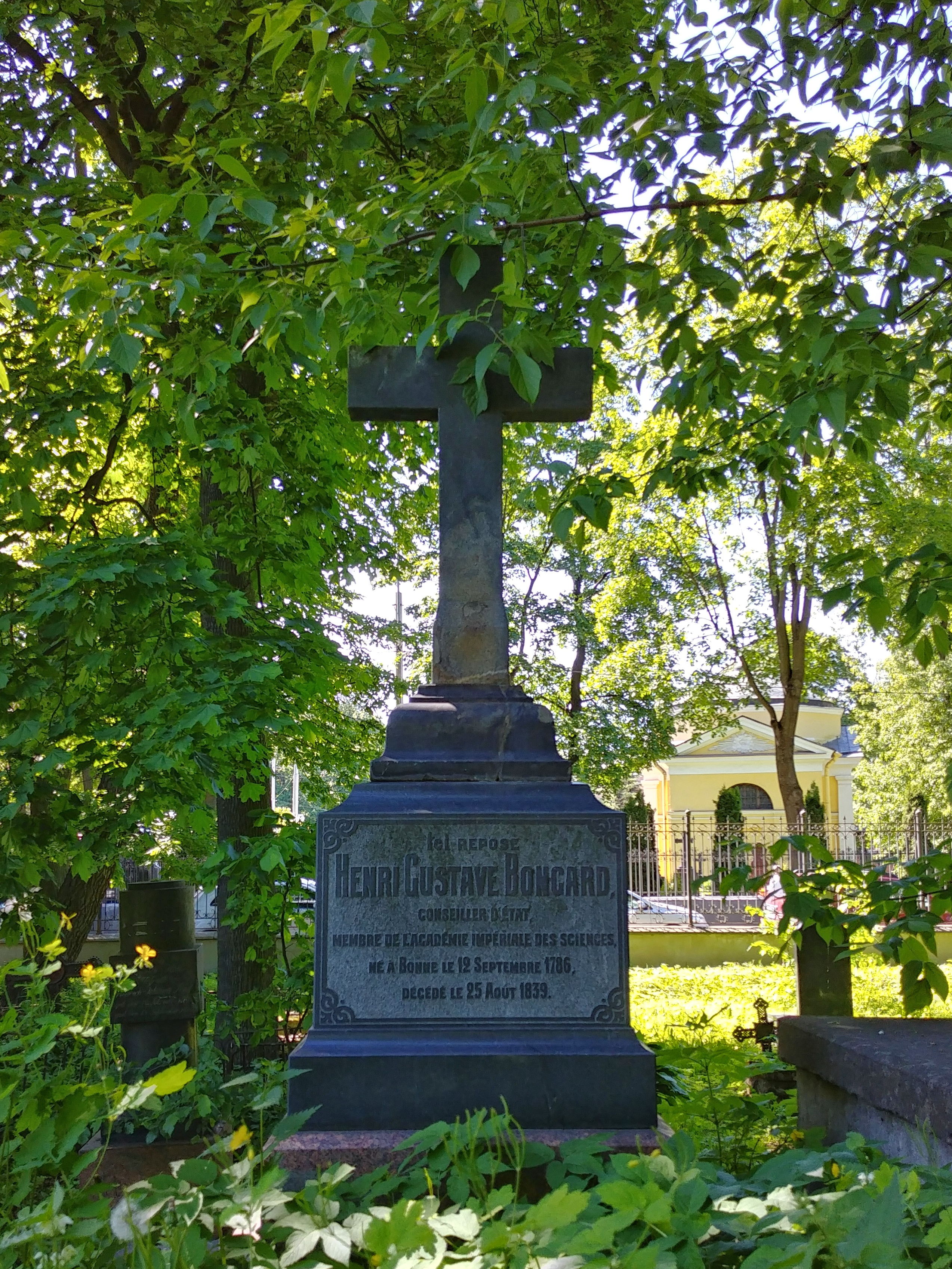
Túmulo de Gustavo von Bongard em São-Petersburgo

August Gustav Heinrich von Bongard (Bonn, Alemanha, 12 de setembro de1786 – São Petersburgo, Império Russo, novembro de 1839 ) foi um botânico alemão.

## Biografia
O botânico e "pteridologo" (especialista em samambaias) alemão August Gustav Bongard foi atraido à Rússia como muitos outros cientistas alemães, para produzir conhecimentos científicos ao Czar. Estabeleceu-se em São Petersburgo.
Foi um dos primeiros botânicos a descrever as novas plantas que estavam sendo descobertas no Alasca ( na época sob coroa russa), incluidas espécies que apresentam atualmente grande valor comercial, tais como o "abeto sitka" (Picea sitchensis), e o "Aliso vermelho" (Alnus rubra). Os espécimes que descreveu foram em sua grande maioria recoletados por Franz Carl Mertens (1764–1831) em Sitka, Alasca.
Espécies descritas por Bongard que levam sua abreviatura:
| - Alnus rubra Bong. - Arnica latifolia Bong. - Eriocaulon affine Bong. - Castilleja parviflora Bong. var. oreopola (Greenm.) Ownbey - Corallorhiza mertensiana Bong. 1832 | - Picea sitchensis (Bong.) Carr. - Pyrus diversifolia Bong. - Salix sitchensis Sanson ex Bong. - Tsuga mertensiana (Bong.) Carr. |

## Obras
- Pinus sitchensis Bong., Mém. Acad. Imp. Sci. Saint-Pétersbourg, sér. 6, Sci. Math. 2: 164. Agosto 1832
- Descriptiones plantarum novarum (Brasilienses): Plantae Quatuor Brasiliensis Novae. Bongard, G.C. Petropoli. (1836).
- Verzeichniss der im Jahre 1838 am Saisang-nor und am Irtysch Gesammelten Pflanzen Bongard & C. A. Meyer. São Petersburgo.(1841).

## Homenagens
O gênero botânico Bongardia da família Berberidaceae foi nomeado em sua homenagem por Carl Anton Andreevic von Meyer (1795-1855), em 1831.